# Dänikon
Dänikon est une commune suisse du canton de Zurich.

Photo aérienne (1950).

## Histoire
Dänikon est mentionné pour la première fois en 1130 sous le nom de Täninchoven. Jusqu'en 1843, elle faisait partie de la commune de Dällikon .

## Géographie
Dänikon a une superficie de 2,8 km² (1,1 milles carrés). Sur cette superficie, 53,6 % sont utilisés à des fins agricoles, tandis que 31,8 % sont boisés. Sur le reste des terres, 13,6 % sont habités (bâtiments ou routes) et le reste (1,1 %) est non productif (rivières, glaciers ou montagnes).